# Яміл Зіберт
Яміл Зіберт (нім. Jamil Siebert, нар. 2 квітня 2002, Дюссельдорф, Німеччина) — німецький футболіст, центральний захисник клубу «Фортуна» (Дюссельдорф).

## Ігрова кар'єра

### Клубна
Яміл Зіберт народився у Дюссельдорфі і є вихованцем місцевого клубу «Фортуна». Де він грав в молодіжних командах з  2010 року. Дебют футболіста на професійному рівні відбувся 26 вересня 2020 року у матчі Другої Бундесліги проти «Вюрцбургер Кікерс».
В лютому 2022 року Зіберт був відправлений в оренду до клубу Третьої ліги «Вікторія» (Кельн), де він грав наступні два сезони. Після повернення з оренди Зіберт зайняв постійне місце в основі «Фортуни», підписавши з клубом контракт до червня 2025 року.

### Збірна
З 2023 року Яміл Зіберт виступає в складі молодіжної збірної Німеччини.